# Liste rouge (conservation)
Pour les articles homonymes, voir Liste rouge.
En conservation de la nature, une liste rouge est un inventaire des espèces végétales et animales qui évalue leur statut de conservation. Au niveau mondial, elle est établie par l'Union internationale pour la conservation de la nature (UICN). De nombreux pays disposent également de listes rouges régionales ou nationales, qui ont souvent un statut légal.

## Listes nationales et régionales

### Animaux
- Liste rouge régionale des odonates du Nord-Pas-de-Calais
- Liste rouge régionale des papillons diurnes du Nord-Pas-de-Calais

### Plantes
- Liste rouge des plantes en Espagne
- Listes régionales en France :
  - Liste rouge régionale de la flore vasculaire d'Île-de-France
  - Liste rouge régionale des plantes du Nord-Pas-de-Calais
  - Liste rouge régionale des bryophytes du Nord-Pas-de-Calais
- Liste rouge des plantes de Suisse

### Champignons
- >1 000 taxons
- 100-1 000 taxons
- <100 taxons
- >1 000 taxons
- 100-1 000 taxons
- <100 taxons

Carte des États disposant d'une liste rouge de champignons à l'échelle nationale en 2020. Les pays qui possèdent des listes à valeur régionale ne sont pas repris. L'astérisque indique les listes qui ne comprennent que des lichens.
Liste officielle
>1000 taxons
100-1000 taxons
<100 taxons
Liste officieuse
>1000 taxons
100-1000 taxons
<100 taxons

- Liste rouge des champignons de Suisse